# Natagaima
Natagaima es un municipio de Colombia al sur del departamento del Tolima, se encuentra 121 km de Ibagué, la Capital del Departamento.

## Toponimia
Se cree que el nombre de esta localidad proviene de las palabras Nataga (cacique) e Ima (tierra). Otros dicen que el nombre se creó porque existía un aborigen llamado NATAGA y que era jefe de esta región del sur del Tolima y fue unido con la reina IMA reina de los caciques del centro del Tolima.
Otra definición la presenta Pedro José Ramírez Sendoya; el territorio de cal. Del Kechua: Nattac que refiere a la cal con que los nativos de esta región pintaban de blanco sus Bahareques y la terminación Karibe; Ima que indica territorio.
Los nativos precolombinos de estas tierras reconocían el origen amazónico de sus ancestros y se llamaban a sí mismos Paincoa Fueron llamados Yaporoges por los conquistadores, por el nombre del Cacaica Ya-Pain-ka (Yapaoco), gobernante de los territorios de Painco-Ana que sugiere el nombre del cerro de Paica-da (Pacande)y otros como Paico-ima (Painima). El nombre procede del grupo de un grupo étnico de pijaos, denominados natagaimas.

## Geografía
Extensión total: 862 km²
Extensión área urbana: 196 km²
Extensión área rural: 766 km²
Altitud de la cabecera municipal: 326 m s. n. m.

### Límites
Natagaima está delimitada por los siguientes municipios y al sur con el departamento del Huila:
| Noroeste: Coyaima       | Norte: Límite entre Coyaima y Prado (Río Magdalena) | Nordeste: Prado    |
| Oeste: Ataco            |                                                     | Este: Dolores      |
| Suroeste: Aipe ( Huila) | Sur: Villavieja ( Huila)                            | Sureste: Alpujarra |

### Hidrografía
Se encuentra orillas del río Magdalena. Otros ríos importantes son: Anchique, Painima, Patá y Yaví.

### Clima
Temperatura media 29 °C.

## División Político-Administrativa
Su Cabecera municipal, se encuentra dividido en nueve barrios: El Centro, Ricaurte, Juan de Borja, Primero de Mayo, Cantalicio Rojas, Las Brisas, Muricentro, Murillo Toro y el Limonar.
Natagaima tiene bajo su jurisdicción los siguientes Centros poblados:

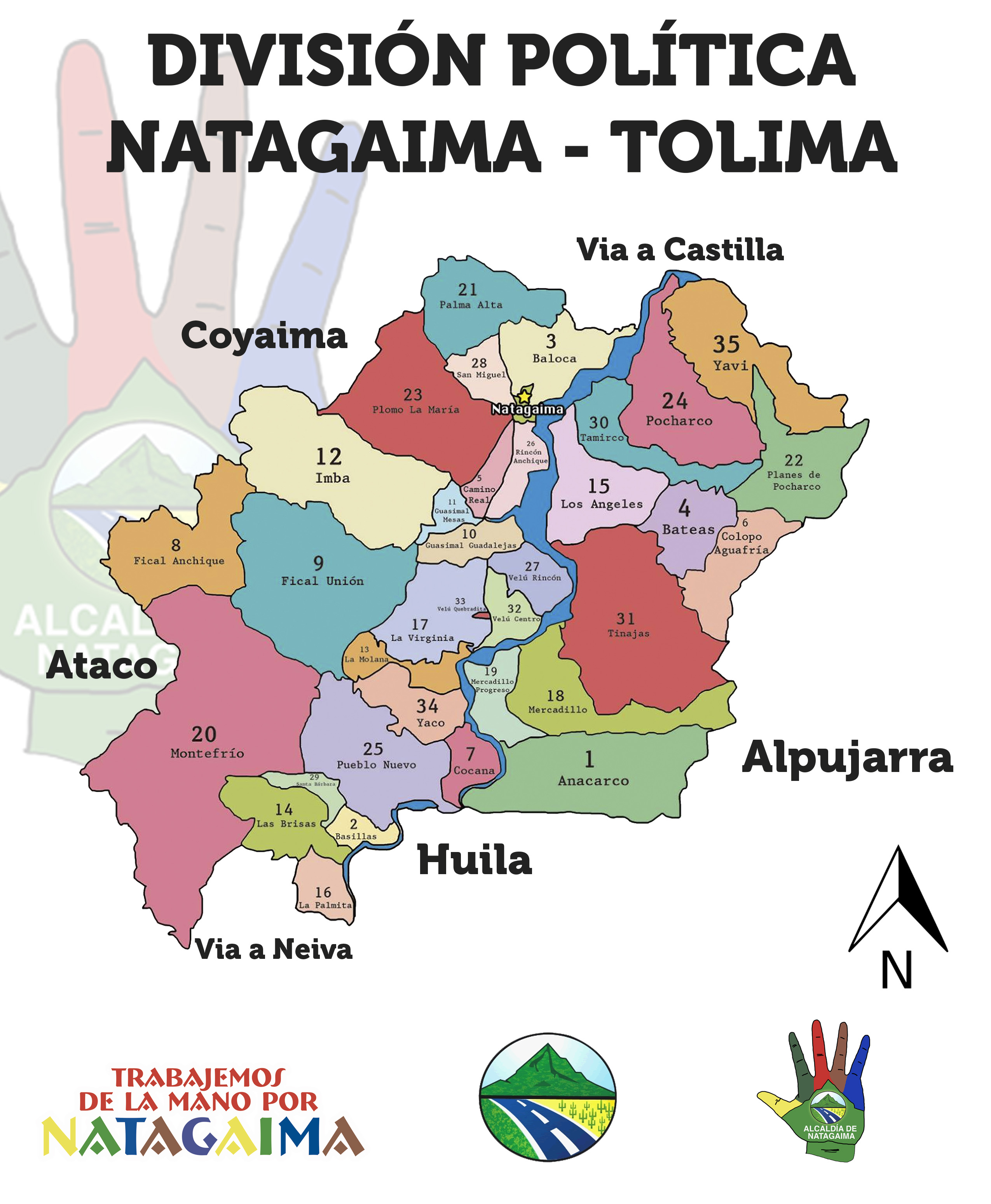
Mapa político del municipio de Natagaima

- La Palmita
- Las Brisas
- Rincón Anchipe
- Velú

### Veredas
Además, de las siguientes veredas:
Anacarco, Balsillas, Baloca, Bateas, Camino Real de Anchique, Colopo Aguafria, Cocana, Fical Anchique, Fical la Unión, Guasimal Guadalejas, Guasimal Mesas, Imba, La Molana, Los Ángeles, Velu Virginia, Mercadillo, Monte Frío, Palma Alta, Planes de Pocharco, Plomo la María, Pocharco, Pueblo Nuevo, Velu Rincón, San Miguel, Santa Bárbara, Tamirco, Tinajas, Quebradillas, Yaco y Yavi.

## Historia
Su territorio fue habitado originalmente por los aborígenes americanos pijao, de los cuales, las comunidades natagaima y coyaima fueron parte importante de esta sociedad tribal. Otros pobladores fueron los Dujos y Babadujos, quienes ante los feroces ataques de los pijaos, resolvieron apoyar a los conquistadores españoles, con el tiempo fue capital del Tolima.

### Fundación
La historia de Natagaima se remonta a la época de la conquista. Su fundación se le debe al español Juan de Borja y Armendia, séptimo Presidente de la Real Audiencia de Santafé de Bogotá, quien después de librar duras batallas con los pijaos en las cercanías de Chaparral, fundó el ocho de septiembre un asentamiento humano hacia el año de 1608, que lo denominó el complemento de la pacificación. Pero tal parece que antes de esa fundación hubo otra, ignorándose por quién, cuándo y en qué sitios, la cual fue destruida por los indios pijaos que eran aguerridos y duros de someter.
Posteriormente fue trasladada al paraje que hoy se conoce como Aparcó sobre la ribera de la quebrada Nanurco, llamada ahora Pueblo Viejo.
Grandes avalanchas del río Magdalena acabaron con aquella otra fundación. Ya en 1801, el presbítero Ignacio de Navarro la trasladó al lugar que hoy ocupa, siendo virrey Pedro Mendinueta Muzquiz.
Un indígena adjudicatario, de los llamados resguardos de Natagaima, por escritura pública número 24 de 1.868 hizo donación a la municipalidad del terreno para el área de la actual población.
Entre los años de 1863 y 1866, Natagaima adquiere importancia nacional al ser escogida como capital del Estado Soberano del Tolima, conformada por ese entonces por el hoy departamento del Tolima y del Huila. Siendo Natagaima capital fueron Presidentes del Estado del Tolima el general José Hilario López, el doctor Clímaco Iriarte y los señores Antonio María Forero y Juan Nepomuceno Iregui.
La época fue señalada como de gran progreso, entrando luego en un período de estancamiento hasta 1925, cuando llegó el ferrocarril Tolima-Huila, en donde tuvo notable impulso y desenvolvimiento económico, con grandes talleres de mecánica. Algunas fábricas y muchas pequeñas industrias progresaron hasta el año de 1940. A partir de allí la economía de nuevo se estancó. En 1957, y hasta la fecha, han revivido la agricultura en todos los aspectos y la industria ganadera. Mediante la ley 21 de febrero de 1963, se erige como Municipio, iniciando estas funciones el 1 de enero de 1964.

## Demografía
Población: Aproximadamente 22.390 habitantes

## Educación
Educación Primaria:
Escuela Rural Mixta Chili 
Escuela Urbana Mixta Primero de Mayo.
Escuela Urbana Mixta María Auxiliadora.
Escuela Urbana Gabriel Rebeiz Pizarro.
Institución Educativa Gustavo Perdomo Ávila.
Colegio San Juan Bosco.
Colegio Santa Lucía
Secundaria:
Urbanas:
Colegio Francisco José de Caldas.
Colegio Alfonso Reyes Echandia (CARE).
Institución Educativa Gustavo Perdomo Ávila
Zona Rural:
Concentración de Desarrollo Rural y Agrícola Anchique.
Institución de Educación Básica Policarpa Salavarrieta.
Escuela Rural Mixta La Palmita.
Escuela rural Mixta Montefrío Sede Anchique
Centro de Adultos Pueblo Nuevo
Instituto Educativo Mariano Ospina Pérez.

## Economía
Su economía se basa principalmente en la agricultura, la ganadería y las actividades de servicio social y personal. Determinada por su clima tropical cálido de montaña. Los principales productos agrícolas son: arroz, algodón y maíz como cultivos transitorios y como cultivos fijos se encuentran el limón y el plátano y Además de la agricultura, la ganadería también ocupa un lugar importante en la economía de esta población, principalmente de ganado cebú.
Otras actividades económicas incluyen la artesanía, y la talabartería.

## Turismo

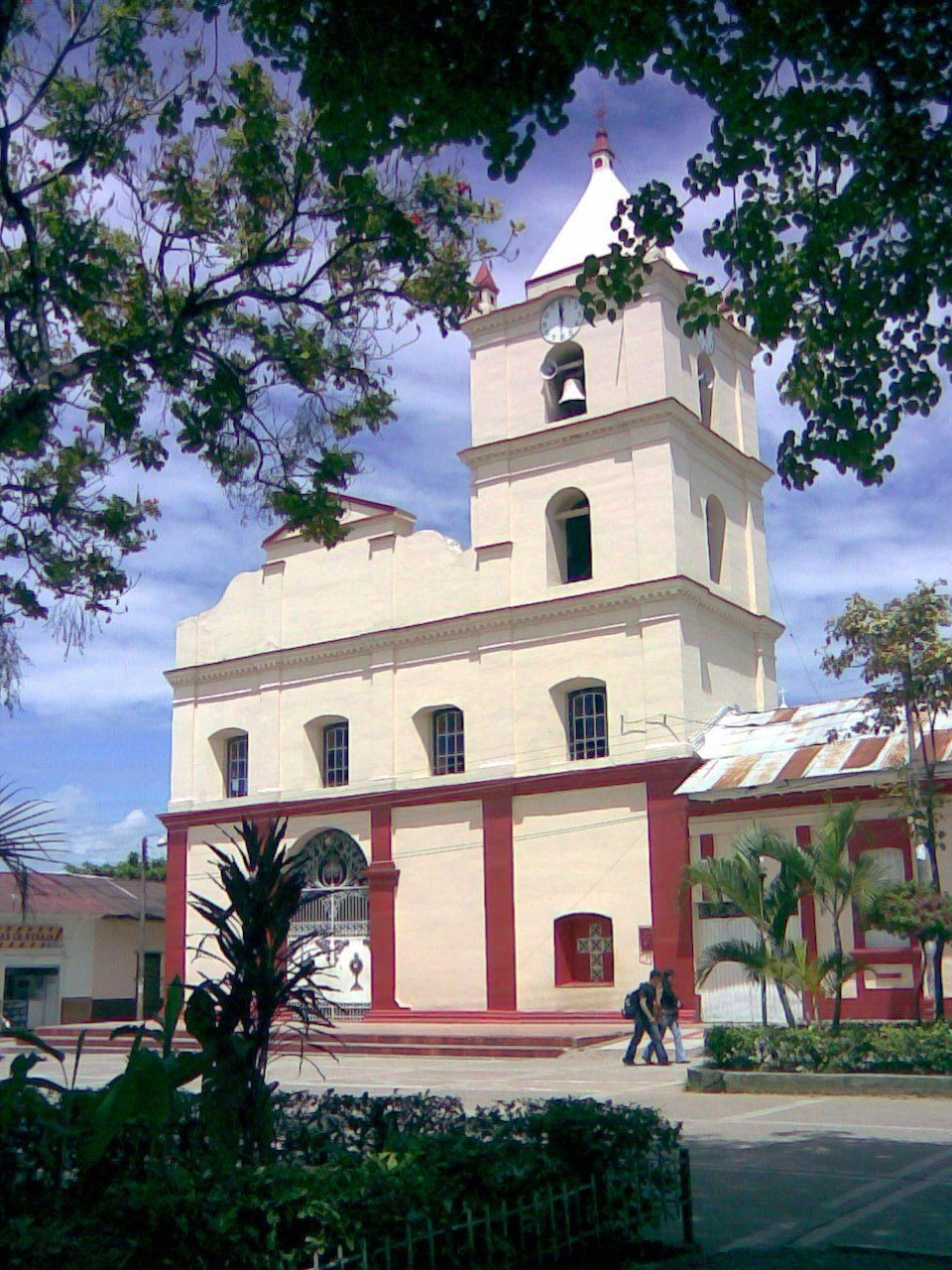
Iglesia de Natagaima.

Cerro de Pacandé, Balneario de Painima, Balneario del Patá (la Palmita), Río Anchique, Cementerio indígena Hipogeo (vereda Palma Alta), Paso de la barca (sobre el río Magdalena), Micro cuenca de la Quebrada Yaco, Ruta del Desierto de la Tatacoa (Vereda Pueblo Nuevo) y Puente de Golondrinas que comunica con el Departamento del Huila (puente localizado sobre el río Magdalena).

## Transporte
Terrestres:
CARRETERAS PRIMARIAS: Aquellas cuya función básica es la de unir la capital del departamento con los demás centros de consumo del país o con el exterior o que ameriten clasificarse así por el papel que desempeñe en la economía departamental.
Vía Panamericana: Vía nacional que se maneja por concesión, se encuentra pavimentada, recorre al municipio en 23 km aproximadamente.
CARRETERAS SECUNDARIAS: Aquellas cuya función básica es la de comunicar las cabeceras municipales con la capital del departamento o con otros municipios vecinos o las regiones entre sí o cuando su acceso de una cabecera municipal a una vía primaria.
Vía que conduce a Prado: Vía sin pavimentar, se propone la construcción de obras de arte en los cruces de los ríos y mejoramiento de la capa de rodadura en el mediano plazo. La ampliación de la vía en el sector de Mercadillo y Mercadillo El Progreso y su prolongación hasta la vereda Anacarco, son proyectos considerados a largo plazo.
Vía que conduce a Ataco: Vía sin pavimentar, se propone la construcción de obras de arte y mejoramiento de la capa de rodadura en el mediano plazo. .
CARRETERAS TERCIARIAS: Aquellas cuya función es la de vincular pequeños y medianos caseríos, veredas o parajes con los centros urbanos. Normalmente confluyen a la red secundaria o a la red primaria.
Vía que de Tinajas comunica a Planes de Pocharco: vía sin pavimentar, es necesario la construcción de obras de arte en el mediano plazo.
Vía que del Casco urbano comunica a Palma Alta: vía de gran importancia y que se conectará con la variante; será necesario la ampliación, mejoras en las obras de arte y en la capa de rodadura a mediano plazo.
Vía que del Paso de la Barca comunica a la Zona Urbana: Vía de gran importancia que da acceso a las veredas del otro lado del río Magdalena con el Casco Urbano, debe mejorarse su capa de rodadura en mediano plazo. Vías que comunican diferentes veredas:
Son vías poco extensas que comunican las veredas conectándolas a carreteras secundarias o carreteras primarias. Comprenden la gran mayoría de las vías y a las cuales se les recomienda a largo plazo (9 años) tener un corredor vial de 6 m.
Fluviales: la Barca Cautiva que comunica el área urbana con las veredas situadas a la margen derecha del Río Magdalena

## Medios de comunicación
Actualmente Natagaima cuenta con dos medios de comunicación comunitarios legales. 
| Nombre        | Eslogan                   | Año de Transmisión | Cubrimiento         |
| ------------- | ------------------------- | ------------------ | ------------------- |
| Señal Pacande | La Fuerza de Nuestra Raza | 2009               | Zona Urbana         |
| Haca Yu Macu  | La que Escuchas Tu        | 2009               | Zona Urbana y Rural |

## Salud
Hospital San Antonio (primer nivel).

## Cultura

### Comida típica
Tamales tolimenses, nochebuena (en Navidad), lechona tolimense, insulsos, arepas oreja de perro, avena cubana, bizcochuelos, cauchas, panderos, bizcochos de cuajada, el tamal y de achiras, envueltos de Maíz y de maduro, peto de maíz, mistela (mejorana y anís), chanfaina (asadura de chivo), viudo de Bocachico y capaz, rehúsa, chicha de maíz, masato, poporoi (panela rayada con yerbas tradicionales).

### Bailes típicos
La caña (Cantalicio Rojas), Natagaima (Himno), el contrabandista, el pasamanos.

### Reina Sanjuanera 2024-2025
Dana Valentina Betancourth Moreno

### Palabras en lenguapijao
Tolima: nevado, Panche: pez bagre.
Haca Yu Macu: Bienvenidos Espíritus Buenos Pijao: Hombre Desnudo Guambito: niño

## Servicios públicos
- Energía Eléctrica: Celsia, es la empresa prestadora del servicio de energía eléctrica.
- Gas Natural: Alcanos de Colombia es la empresa distribuidora y comercializadora de gas natural en el municipio.